# Santiago Santamaría
José Santiago Santamaría (San Nicolás de los Arroyos, 1952. augusztus 22. – Córdoba, 2013. július 27.) argentin válogatott labdarúgó.

## A válogatottban
1980 és 1982 között 10 alkalommal szerepelt az argentin válogatottban és 2 gólt szerzett. Részt vett az 1982-es világbajnokságon.

## Sikerei, díjai
Newell's Old Boys
- Argentin bajnok (1): 1974 Metropolitano

Stade Reims
- Francia kupa (1): 1977